# Leonid Griekow
Leonid Iwanowicz Griekow (ros. Леони́д Ива́нович Гре́ков, ur. 11 sierpnia 1928 w Ługańsku, zm. 31 października 2004) – radziecki komunistyczny działacz partyjny i dyplomata.

## Życiorys
Od 1949 członek WKP(b), 1954 ukończył Charkowski Instytut Lotniczy, kandydat nauk ekonomicznych, od 1954 pracował w Centralnym Instytucie Budowy Silników Lotniczych w Moskwie. Od 1963 funkcjonariusz partyjny, 1963-1965 sekretarz, później I sekretarz Kalinińskiego Komitetu Rejonowego KPZR, 1971-1976 II sekretarz Komitetu Miejskiego KPZR w Moskwie. 1976-1983 II sekretarz Komunistycznej Partii Uzbekistanu, od 10 lipca 1983 do 26 lutego 1988 ambasador nadzwyczajny i pełnomocny ZSRR w Bułgarii, 1988-1990 zastępca przewodniczącego Komisji ds. Kontaktów Gospodarczych z Zagranicą Rady Ministrów ZSRR, 1971-1990 członek KC KPZR, od 1990 na emeryturze. Deputowany do Rady Najwyższej ZSRR od 8 do 10 kadencji.